# Calafindești
Calafindești es una comuna ubicada en el distrito de Suceava, Rumania.

## Superficie
Posee una superficie de 24,00 kilómetros cuadrados.

## Demografía
Hasta 2021 la población era de 2699 habitantes, con una densidad de población de 112,5 habitantes por kilómetro cuadrado.